# Arthur Noyes
Arthur Amos Noyes (Newburyport, Massachusetts, 13 de setembre del 1866 - Pasadena (Califòrnia), 3 de juny de 1936) va ser un químic i professor estatunidenc. Va ser president del Massachusetts Institute of Technology entre 1907 i 1909. Es va doctorar l'any 1890 a Leipzig sota la direcció de Wilhelm Ostwald. Noyes va exercir com a professor de Química a l'Institut Tecnològic de Califòrnia des de 1919 fins a 1936. Va tenir una gran influència en la filosofia educativa i el pla d'estudis de Caltech. Entre 1921 i 1927 va formar part del consell de Science Service, ara conegut com la Society for Science & the Public.

## Equació de Noyes - Whitney
Juntament amb Willis Rodney Whitney va formular, l'any 1897, l'equació coneguda com a equació de Noyes-Whitney que relaciona la velocitat de dissolució d'un sòlid en funció de les seves propietats i de les del medi de dissolució. La relació s'expressa com:
{\displaystyle \operatorname {d} \!W/\operatorname {d} \!t=DA(Cs-C)/L}
on
{\displaystyle \operatorname {d} \!W/\operatorname {d} \!t} és la velocitat de dissolució
{\displaystyle D} és el coeficient de difusió
{\displaystyle A} és la superfície del sòlid
{\displaystyle L} és el gruix de la capa de difusió
{\displaystyle C} és la concentració del sòlid en el medi de dissolució
{\displaystyle C_{s}} és la concentració del sòlid en la capa de difusió